# 1869 Filoctetes
1869 Filoctetes é um asteroide troiano de Júpiter. Foi descoberto em 24 de setembro de 1960 pelo Observatório Palomar.